# Métropole de Péristérion
La Métropole de Péristéri est un évêché de l'Église orthodoxe de Grèce situé en Attique, dans la banlieue ouest d'Athènes, un peu au nord de la route d'Éleusis. Elle a été fondée en mai 1974 et a pour siège Peristéri.

## La cathédrale
La cathédrale métropolitaine est l'église de l'Annonciation à la Mère de Dieu située à Peristéri.

## Les métropolites
- Grégoire (el) (né Grigorios Papathomas en 1960) depuis 2021.
- Clément (el)[1] (né Dimitrios Kotsomytis à Aipia de Kalamata) de 2019 à 2021.
- Chrysostome (el) (né Zafiris à Arta en 1935, diplômé de l'Institut de théologie orthodoxe de Halki et docteur en théologie des universités de Strasbourg et Athènes) de 1978 à 2019.

## L'histoire
La métropole a été fondée en mai 1974, en même temps que sept autres métropoles, au détriment de l'archevêché d'Athènes.

## Le territoire
Il s'étend sur le périmètre du seul dème (municipalité) de Peristéri et comprend treize paroisses, toutes importantes. La ville de Peristéri est en effet la sixième de Grèce par l'importance de sa population.
- Annonciation
- Saint-Antoine (station de métro Saint-Antoine).
- Sainte-Anastasie.
- Saint-Georges de Néa Zoï
- Saint-Éleuthère de Néa Zoï.
- Saint-Hiérothée.
- Saint-Jean le Théologien.
- Sainte-Marina.
- Saint-Paul de Néa Sépolia.
- Les Taxiarques (quartier Mascha).
- Les Taxiarques (ancienne paroisse).
- La Sainte-Trinité.
- Saints-Constantin et Hélène.

## Les reliques vénérées à Peristéri
- Saint Charalampe de Magnésie, dans l'église des Taxiarques (quartier Mascha).
- Saint Nectaire d'Égine, dans l'église Saint-Antoine et Sainte-Anastasie.
- Saint Mammas, dans l'église Sainte-Anastasie.
- Saint Paléléïmon, dans l'église de la Sainte-Trinité.
- Saint Arsène, dans l'église Saint-Raphaël.
- Saint Cyprien, dans l'église Saint-Cyprien, de même que les reliques des saints Gédéon de Tyrnavo, du mégalomartyr Mina, de Grégoire évêque d'Assos en Asie mineure.

## Les icônes particulièrement vénérées
- La Mère de Dieu Kardiotissa, dans l'église Saint-Nectaire.
- La Mère de Dieu Phénicotissa, dans le monastère de ce nom.